# Rhéophyte
Un rhéophyte est une plante aquatique qui vit dans les courants d'eau rapides dans un environnement où peu d'autres organismes peuvent survivre. Les rhéophytes ont tendance à se trouver dans des courants qui se déplacent à des taux de 1 à 2 mètres par seconde et qui atteignent 1 à 2 m de profondeur. La quantité de force produite par ces courants et les débris dommageables qu'ils peuvent transporter rendent cet environnement inhospitalier pour la plupart des plantes. Les rhéophytes sont capables de vivre dans de tels environnements parce que leurs feuilles sont profilées de manière à résister peu à l'écoulement de l'eau. Les feuilles ont également tendance à être assez étroites et flexibles. Afin d'éviter que les plantes ne soient déracinées, les rhéophytes ont un système racinaire extrêmement puissant.
De nombreux rhéophytes vivent dans des zones qui subissent des crues soudaines et dépendent de l'eau oxygénée et de la flottabilité qui l'accompagne. Le simple fait d'être une plante aquatique aux feuilles étroites n'est pas une condition suffisante pour être un rhéophyte. De plus, les plantes qui poussent dans des eaux lentes qui reçoivent parfois des courants rapides ne sont pas non plus des rhéophytes si elles n'ont pas besoin de ces courants rapides pour survivre. Les plantes qui entrent dans cette catégorie sont appelées rhéophytes facultatives. Lorsque les niveaux d'eau sont bas, les rhéophytes commencent souvent à fleurir rapidement pour profiter de ces événements.
Des exemples de plantes rhéophytes sont Asplenium obtusifolium, Osmunda lancea et Tectaria lobbii (fougères) et Gosong brevipedunculata (un aroïde).